# Persone di nome Michela
| Questa pagina contiene informazioni ricavate automaticamente dalle voci biografiche con l'ausilio del template Bio e di un bot. L'aggiornamento è periodico e automatico e ricostruisce completamente la pagina. Se manca una persona in questa lista, sei pregato di non aggiungerla, ma accertati piuttosto che la sua voce biografica contenga il template Bio e che i dati anagrafici siano correttamente compilati. Se il template Bio manca, inseriscilo tu stesso o, in alternativa, metti l'avviso {{tmp\|Bio}} che ne segnala la mancanza. Se i dati riportati sono sbagliati, correggi direttamente la voce biografica; le modifiche saranno visibili in questa lista entro pochi giorni. Per chiarimenti vedi il progetto antroponimi. La lista contiene solo le 64 persone che sono citate nell'enciclopedia e per le quali è stato implementato correttamente il template Bio. Pagina aggiornata al 22 lug 2025. |

Questa è una lista di persone presenti nell'enciclopedia che hanno il nome Michela, suddivise per attività principale.

## Attiviste(1)
- Michela Buscemi, attivista italiana (Palermo, n. 1939)

## Attrici(6)
- Michela Cescon, attrice italiana (Treviso, n. 1971)
- Michela De Rossi, attrice italiana (Roma, n. 1993)
- Michela Giraud, attrice, comica e conduttrice televisiva italiana (Roma, n. 1987)
- Michela Miti, attrice italiana (Roma, n. 1963)
- Michela Noonan, attrice italiana (n. 1975)
- Michela Quattrociocche, attrice italiana (Roma, n. 1988)

## Biatlete(3)
- Michela Andreola, ex biatleta italiana (Sondalo, n. 1986)
- Michela Carrara, biatleta italiana (Aosta, n. 1997)
- Michela Ponza, ex biatleta italiana (Bolzano, n. 1979)

## Biologhe(1)
- Michela Matteoli, biologa italiana (n. 1960)

## Calciatrici(12)
- Michela Cambiaghi, calciatrice italiana (Vimercate, n. 1996)
- Michela Catena, calciatrice italiana (Ancona, n. 1999)
- Michela Cupido, ex calciatrice italiana (Sarzana, n. 1978)
- Michela Franco, calciatrice italiana (Cirié, n. 1992)
- Michela Giordano, calciatrice italiana (Cuneo, n. 2002)
- Michela Greco, ex calciatrice italiana (Varese, n. 1983)
- Michela Ledri, calciatrice italiana (Negrar, n. 1992)
- Michela Martinelli, calciatrice italiana (Udine, n. 1986)
- Michela Pellizzoni, ex calciatrice italiana (Cantù, n. 1979)
- Michela Pesce, calciatrice italiana (n. 1993)
- Michela Rodella, ex calciatrice italiana (Rovigo, n. 1989)
- Michela Zanetti, calciatrice italiana (Udine, n. 1991)

## Cantanti(1)
- Michela Pace, cantante maltese (Gozo, n. 2001)

## Cestiste(4)
- Michela Ceschia, ex cestista italiana (San Canzian d'Isonzo, n. 1958)
- Michela Franchetti, ex cestista italiana (Ravenna, n. 1976)
- Michela Tartamella, cestista italiana (Trapani, n. 1960 - † 2023)
- Michela Voltan, ex cestista italiana (Sandrigo, n. 1972)

## Cicliste su strada(1)
- Michela Fanini, ciclista su strada italiana (Lucca, n. 1973 - Capannori, † 1994)

## Conduttrici televisive(1)
- Michela Rocco di Torrepadula, conduttrice televisiva, attrice e ex modella italiana (Udine, n. 1970)

## Egittologhe(1)
- Michela Schiff Giorgini, egittologa e attrice italiana (Padova, n. 1923 - Benissa, † 1978)

## Ginnaste(1)
- Michela Castoldi, ginnasta italiana (Legnano, n. 1995)

## Hockeiste su ghiaccio(1)
- Michela Angeloni, hockeista su ghiaccio italiana (Bergamo, n. 1984)

## Judoka(1)
- Michela Torrenti, ex judoka italiana (Roma, n. 1977)

## Karateka(1)
- Michela Pezzetti, karateka italiana (Perugia, n. 1991)

## Nuotatrici(1)
- Michela Guzzetti, ex nuotatrice italiana (Tradate, n. 1992)

## Pallavoliste(3)
- Michela Ciarrocchi, pallavolista italiana (Viterbo, n. 1999)
- Michela Molinengo, ex pallavolista italiana (Cuneo, n. 1978)
- Michela Rucli, pallavolista italiana (Udine, n. 1996)

## Pattinatrici artistiche su ghiaccio(1)
- Michela Cobisi, ex pattinatrice artistica su ghiaccio italiana (Milano, n. 1982)

## Pilote automobilistiche(1)
- Michela Cerruti, pilota automobilistica italiana (Roma, n. 1987)

## Politiche(6)
- Michela Vittoria Brambilla, politica, attivista e conduttrice televisiva italiana (Lecco, n. 1967)
- Michela Di Biase, politica italiana (Roma, n. 1980)
- Michela Giuffrida, politica e giornalista italiana (Catania, n. 1964)
- Michela Montevecchi, politica italiana (Bologna, n. 1971)
- Michela Rostan, politica italiana (Polla, n. 1982)
- Michela Sironi, politica italiana (Arco, n. 1946)

## Registe(1)
- Michela Andreozzi, regista, attrice e conduttrice radiofonica italiana (Roma, n. 1967)

## Rugbiste a 15(3)
- Michela Este, rugbista a 15 italiana (Brescia, n. 1985)
- Michela Sillari, rugbista a 15 italiana (Parma, n. 1993)
- Michela Tondinelli, ex rugbista a 15 e allenatrice di rugby a 15 italiana (Roma, n. 1975)

## Schermitrici(1)
- Michela Battiston, schermitrice italiana (Palmanova, n. 1997)

## Sciatrici alpine(2)
- Michela Azzola, ex sciatrice alpina italiana (Bergamo, n. 1991)
- Michela Figini, ex sciatrice alpina svizzera (Prato Leventina, n. 1966)

## Scrittrici(2)
- Michela Franco Celani, scrittrice e traduttrice italiana (Trieste, n. 1948)
- Michela Murgia, scrittrice, drammaturga e conduttrice televisiva italiana (Cabras, n. 1972 - Roma, † 2023)

## Showgirl(1)
- Michela Coppa, showgirl e ex modella italiana (Parma, n. 1983)

## Snowboarder(1)
- Michela Moioli, snowboarder italiana (Alzano Lombardo, n. 1995)

## Storiche(1)
- Michela Ponzani, storica e conduttrice televisiva italiana (Roma, n. 1978)

## Storiche dell'arte(1)
- Michela Ramadori, storica dell'arte italiana (Roma, n. 1984)

## Tennistavoliste(1)
- Michela Brunelli, tennistavolista italiana (Bussolengo, n. 1974)

## Senza attività specificata(3)
- Michela Merlo, allenatrice di rugby a 15 e rugbista a 15 italiana (Albenga, n. 1986)
- Michela Suppo, ex tiratrice a segno italiana (Torino, n. 1971)
- Michela di Valois, francese (Parigi, n. 1395 - Gand, † 1422)